# صفاء السد (حبيش)

تعديل مصدري - تعديل

صفاء السد محلة تابعة لقرية الروسة، التابعة لعزلة العارضة بمديرية حبيش إحدى مديريات محافظة إب في الجمهورية اليمنية، بلغ تعداد سكانها 25 حسب تعداد اليمن لعام 2004.